# ブロッソ
ブロッソ（伊: Brosso）は、イタリア共和国ピエモンテ州トリノ県にある、人口約400人の基礎自治体（コムーネ）。

## 地理

### 位置・広がり

#### 隣接コムーネ
隣接するコムーネは以下の通り。
- ボルゴフランコ・ディヴレーア
- レッソロ
- クアッソーロ
- タヴァニャスコ
- トラヴェルセッラ
- ヴァルキウーザ